# قورباغه آب‌تراوه
قورباغه آب‌تراوه یا قورباغه خاوری بالو (نام علمی: Occidozyga baluensis)، گونه‌ای از قورباغه‌های خانواده زبان‌چنگالیان و احتمالاً بومی بورنئو است.
قورباغه خاوری بالو در شمال غربی بورنئو (ساراواک، مالزی، برونئی، و کالیمانتان، اندونزی) یافت می‌شود و همچنین یک بار در لامپونگ، سوماترا ثبت شده‌است، اگرچه مورد دوم مشکوک است. نام آن به جای‌نماد آن، «کوه کینا بالو، شمال بورنئو» اشاره دارد.

## زیستگاه
قورباغه آب‌تراوه در حوضچه‌های کم‌عمق یا فرورفتگی‌های پر از آب زندگی می‌کند که در آن آب شفاف در پایه یک شیب به بیرون نفوذ می‌کند. قورباغه‌ها در لایه آب کم‌عمقی زندگی می‌کنند که بستر برگ را در مناطق تراوه می‌پوشاند. آنها شکارچی هستند و بی‌مهرگان کوچک را می‌بلعند. این گونه به دلیل نابودی زیستگاه ناشی از قطع درختان در معرض تهدید است.